# Mosje Temming
Johannes Hermanus (Mosje) Temming (Utrecht, 15 juni 1940 – aldaar, 21 juni 2008) was een Nederlandse voetballer. Hij kwam onder andere uit voor DOS, Feijenoord en DWS.
Temming werd in 1958 door Feijenoord overgenomen van het Utrechtse DOS, dat dat jaar kampioen was geworden. Hij speelde vervolgens vier seizoenen voor de Rotterdamse club en scoorde onder andere op 6 september 1961 tegen IFK Göteborg, de eerste Europacup-wedstrijd uit de geschiedenis van Feijenoord. Met Feijenoord werd Temming twee keer landskampioen. In 1962 werd hij ingelijfd door DWS. Met deze club won hij in 1964 de landstitel en speelde hij verscheidene Europacup-wedstrijden.
Vanaf 1966 speelde Temming voor HVC uit Amersfoort, waar hij uiteindelijk zijn carrière zou afsluiten.
Mosje Temming is een neef van Henk Temming, die in de jaren vijftig voor DOS speelde. Naast zijn voetballoopbaan was hij werkzaam als schilder. Hij overleed op 68-jarige leeftijd.

## Carrièrestatistieken
| Seizoen         | Club            | Land            | Competitie      | Competitie | Competitie | Beker | Beker | Internationaal | Internationaal | Overig | Overig | Totaal | Totaal |
| Seizoen         | Club            | Land            | Competitie      | Wed.       | Dlp.       | Wed.  | Dlp.  | Wed.           | Dlp.           | Wed.   | Dlp.   | Wed.   | Dlp.   |
| --------------- | --------------- | --------------- | --------------- | ---------- | ---------- | ----- | ----- | -------------- | -------------- | ------ | ------ | ------ | ------ |
| 1956/57         | DOS             | Nederland       | Eredivisie      | 0          | 0          | –     | 0     | 0              | 0              | 0      | 0      | –      | 0      |
| 1957/58         | DOS             | Nederland       | Eredivisie      | 1          | 0          | –     | 0     | 0              | 0              | 0      | 0      | –      | 0      |
| 1958/59         | Feijenoord      | Nederland       | Eredivisie      | 3          | 0          | –     | 0     | 0              | 0              | 0      | 0      | –      | 0      |
| 1959/60         | Feijenoord      | Nederland       | Eredivisie      | 8          | 8          | –     | –     | 0              | 0              | 0      | 0      | –      | 8      |
| 1960/61         | Feijenoord      | Nederland       | Eredivisie      | 2          | 0          | –     | 1     | 0              | 0              | 0      | 0      | –      | 0      |
| 1961/62         | Feijenoord      | Nederland       | Eredivisie      | 6          | 3          | –     | 0     | 2              | 3              | 0      | 0      | –      | 5      |
| 1962/63         | DWS             | Nederland       | Eerste divisie  | 10         | 4          | 1     | 1     | 0              | 0              | 0      | 0      | 11     | 5      |
| 1963/64         | DWS             | Nederland       | Eredivisie      | 24         | 14         | –     | 1     | 0              | 0              | 0      | 0      | –      | 15     |
| 1964/65         | DWS             | Nederland       | Eredivisie      | 28         | 4          | –     | 0     | 6              | 4              | 0      | 0      | –      | 8      |
| 1965/66         | DWS             | Nederland       | Eredivisie      | 22         | 9          | –     | 1     | 0              | 0              | 0      | 0      | –      | 9      |
| 1966/67         | HVC             | Nederland       | Tweede divisie  | –          | 31         | –     | –     | 0              | 0              | –      | 2      | –      | 33     |
| 1967/68         | HVC             | Nederland       | Eerste divisie  | –          | 14         | –     | 1     | 0              | 0              | 0      | 0      | –      | 15     |
| 1968/69         | HVC             | Nederland       | Eerste divisie  | 26         | 8          | –     | 0     | 0              | 0              | 0      | 0      | 26     | 8      |
| 1969/70         | HVC             | Nederland       | Eerste divisie  | –          | –          | –     | 0     | 0              | 0              | 0      | 0      | –      | –      |
| Carrière totaal | Carrière totaal | Carrière totaal | Carrière totaal | –          | –          | –     | 5     | 8              | 7              | –      | 0      | –      | –      |

## Erelijst
| Competitie        |        |                  |     |     |
| Competitie        | Aantal | Jaren            |     |     |
| DOS               | DOS    | DOS              | DOS | DOS |
| ----------------- | ------ | ---------------- | --- | --- |
| Eredivisie        | 1x     | 1957/58          |     |     |
| Feyenoord         |        |                  |     |     |
| Internationaal    |        |                  |     |     |
| Vriendschapsbeker | 1x     | 1958/59          |     |     |
| Nationaal         |        |                  |     |     |
| Eredivisie        | 2x     | 1960/61, 1961/62 |     |     |
| DWS               |        |                  |     |     |
| Eredivisie        | 1x     | 1963/64          |     |     |
| Eerste divisie    | 1x     | 1962/63          |     |     |